# 聂玉昕
聂玉昕（1940年—），男，辽宁人，中国物理光学家，曾任中国科学院物理研究所副所长、研究员、博士生导师，中国物理学会常务理事，第八、九、十届全国政协委员。